# Mexigonus minutus
Mexigonus minutus är en spindelart som först beskrevs av Pickard-Cambridge F. 1901.  Mexigonus minutus ingår i släktet Mexigonus och familjen hoppspindlar. Inga underarter finns listade i Catalogue of Life.